# Mariusz Gaca
Mariusz Gaca (ur. 20 stycznia 1984) – polski siatkarz,  grający na pozycji środkowego, wychowanek Burzy Wrocław. Od sezonu 2016/2017 jest zawodnikiem BBTS Bielsko-Biała.
8 czerwca 2011 podpisał kontrakt z AZS-em Olsztyn, co dało mu szansę na debiut w PlusLidze. Początkowo pełnił rolę rezerwowego zawodnika. Po raz pierwszy dostał szansę gry na przestrzeni całego meczu w 1/8 finału Pucharze Polski, a dzięki bardzo dobrej grze otrzymał statuetkę MVP w tym spotkaniu. Po odejściu z drużyny Łukasza Kadziewicza pod koniec sezonu na stałe zagościł w wyjściowej szóstce Akademików. Na początku czerwca 2012 zarząd klubu podjął decyzję o nieprzedłużeniu umowy z siatkarzem.
Po jednym sezonie spędzonym w PlusLidze, zawodnik znalazł zatrudnienie w klubie BBTS Bielsko-Biała. Tym samym powrócił do drużyny, której barwy reprezentował przez trzy sezony w latach 2006–2009.